# جایزه بزرگ موناکو ۲۰۲۴
جایزه بزرگ موناکو ۲۰۲۴ (که به‌صورت رسمی به‌عنوان Formula ۱ Grand Prix de Monaco ۲۰۲۴ شناخته می‌شود)، یک مسابقه موتوری فرمول یک بود که به‌صورت جایزه بزرگ برگزار شد. این جایزه بزرگ در پیست موناکو، در موناکو برگزار شد که هشتمین جایزه بزرگ مسابقات فرمول یک فصل ۲۰۲۴ بود. این مسابقه توسط شارل لکلرک برده شد که اولین برد خانگی او به‌حساب می‌آمد. اسکار پیاستری نفر دوم و کارلوس ساینز نیز نفر سوم مسابقه شد.

## زمینه
این رویداد در پیست موناکو، واقع در موناکو برای هفتادمین بار در تاریخ پیست، بین تاریخ ۲۴ تا ۲۶ مه برگزار شد. این جایزه بزرگ هشتمین دور مسابقات فرمول یک فصل ۲۰۲۴ و همچنین هشتادویکمین برگزاری جایزه بزرگ موناکو بود.

### رده‌های قهرمانی قبل از مسابقه
قبل آخر هفته، ماکس فرستاپن با ۱۶۱ امتیاز در صدر جدول قهرمانی رانندگان بود. شارل لکلرک ۴۸ امتیاز عقب‌تر جایگاه دوم و سرجیو پرز در سوم بودند. ردبول ریسینگ با ۲۶۷ امتیاز در صدر جدول قهرمانی تولیدکنندگان، بالاتر از اسکودریا فراری و مک‌لارن بود که هردو به‌ترتیب ۲۱۲ و ۱۵۴ امتیاز داشتند.

### ورودی‌ها
شرکت‌کنندگان این دور مسابقات با ورودی‌های فصل یکی بودند و تغییری ایجاد نشد.

### انتخاب لاستیک‌ها
پیرلی به‌عنوان تهیه‌کننده لاستیک‌های فرمول یک، لاستیک‌های سی۳ به عنوان سخت، سی۴ به عنوان متوسط و سی۵ به عنوان نرم (نرم‌ترین انتخاب) را برای این مسابقه برگزید.
| رنگ | رنگ | نام         |
| --- | --- | ----------- |
| H   |     | سخت (سی۳)   |
| M   |     | متوسط (سی۴) |
| S   |     | نرم (سی۵)   |

## تمرین
سه جلسه تمرین آزاد برای این رویداد برگزار شدند. اولین تمرین در ۲۴ مه ۲۰۲۴، ساعت ۱۳:۳۰ به وقت محلی (یوتی‌سی ۲:۰۰+) به وقوع پیوست و لوییس همیلتون از مرسدس، بالای اسکار پیاستری از مک‌لارن در صدر قرار گرفت. وقتی در پیچ اول مقدار بسیار زیادی خرده توسط سائوبر گوانیو ژو بر زمین پاشید، پرچم قرمز کوتاهی به هوا درآمد. تمرین آزاد دوم همان روز، ساعت ۱۷:۰۰ برگزار شد که در آن شارل لکلرک از فراری، بالای همیلتون و فرناندو آلونسو از استون مارتین در صدر نتایج قرار گرفت. تمرین آزاد سوم ۲۵ مه ۲۰۲۴، ساعت ۱۲:۳۰ به وقت محلی برگزار شد که در آن لکلرک بالای ماکس فرستاپن از ردبول ریسینگ و همیلتون قرار گرفت.

## تعیین خط
تعیین خط در ۲۵ مه ۲۰۲۴، پس از تمرین سوم در ساعت ۱۶:۳۰ به‌وقت محلی برگزار شد.

### قرارگیری در تعیین خط
| ر.                  | ش. | راننده              | تیم                | زمان‌های تعیین خط | زمان‌های تعیین خط | زمان‌های تعیین خط | رده نهایی |
| ر.                  | ش. | راننده              | تیم                | م۱               | م۲               | م۳               | رده نهایی |
| ------------------- | -- | ------------------- | ------------------ | ---------------- | ---------------- | ---------------- | --------- |
| ۱                   | ۱۶ | شارل لکلرک          | فراری              | ۱:۱۱٫۵۸۴         | ۱:۱۰٫۸۲۵         | ۱:۱۰٫۲۷۰         | ۱         |
| ۲                   | ۸۱ | اسکار پیاستری       | مک‌لارن-مرسدس       | ۱:۱۱٫۵۰۰         | ۱:۱۰٫۷۵۶         | ۱:۱۰٫۴۲۴         | ۲         |
| ۳                   | ۵۵ | کارلوس ساینز جونیور | فراری              | ۱:۱۱٫۵۴۳         | ۱:۱۱٫۰۷۵         | ۱:۱۰٫۵۱۸         | ۳         |
| ۴                   | ۴  | لاندو نوریس         | مک‌لارن-مرسدس       | ۱:۱۱٫۷۶۰         | ۱:۱۰٫۷۳۲         | ۱:۱۰٫۵۴۲         | ۴         |
| ۵                   | ۶۳ | جورج راسل           | مرسدس              | ۱:۱۱٫۴۹۲         | ۱:۱۰٫۹۲۹         | ۱:۱۰٫۵۴۳         | ۵         |
| ۶                   | ۱  | ماکس فرستاپن        | ردبول ریسینگ-هوندا | ۱:۱۱٫۷۱۱         | ۱:۱۰٫۷۴۵         | ۱:۱۰٫۵۶۷         | ۶         |
| ۷                   | ۴۴ | لوییس همیلتون       | مرسدس              | ۱:۱۱٫۵۲۸         | ۱:۱۱٫۰۵۶         | ۱:۱۰٫۶۲۱         | ۷         |
| ۸                   | ۲۲ | یوکی سونودا         | آربی-هوندا         | ۱:۱۱٫۸۵۲         | ۱:۱۱٫۱۰۶         | ۱:۱۰٫۸۵۸         | ۸         |
| ۹                   | ۲۳ | الکساندر آلبون      | ویلیامز-مرسدس      | ۱:۱۱٫۶۲۳         | ۱:۱۱٫۲۱۶         | ۱:۱۰٫۹۴۸         | ۹         |
| ۱۰                  | ۱۰ | پیر گاسلی           | آلپین-رنو          | ۱:۱۱٫۷۱۴         | ۱:۱۰٫۸۹۶         | ۱:۱۱٫۳۱۱         | ۱۰        |
| ۱۱                  | ۳۱ | استابان اوکون       | آلپین-رنو          | ۱:۱۱٫۸۸۷         | ۱:۱۱٫۲۸۵         | —                | ۱۱        |
| ۱۲                  | ۳  | دنیل ریکاردو        | آربی-هوندا         | ۱:۱۱٫۷۸۵         | ۱:۱۱٫۴۸۲         | —                | ۱۲        |
| ۱۳                  | ۱۸ | لانس استرول         | استون مارتین-مرسدس | ۱:۱۱٫۷۲۸         | ۱:۱۱٫۵۶۳         | —                | ۱۳        |
| ۱۴                  | ۱۴ | فرناندو آلونسو      | استون مارتین-مرسدس | ۱:۱۲٫۰۱۹         | —                | —                | ۱۴        |
| ۱۵                  | ۲  | لوگان سارجنت        | ویلیامز-مرسدس      | ۱:۱۲٫۰۲۰         | —                | —                | ۱۵        |
| ۱۶                  | ۱۱ | سرجیو پرز           | ردبول ریسینگ-هوندا | ۱:۱۲٫۰۶۰         | —                | —                | ۱۶        |
| ۱۷                  | ۷۷ | والتری بوتاس        | کیک سائوبر-فراری   | ۱:۱۲٫۵۱۲         | —                | —                | ۱۷        |
| ۱۸                  | ۲۴ | گوانیو ژو           | کیک سائوبر-فراری   | ۱:۱۳٫۰۲۸         | —                | —                | ۱۸        |
| م                   | ۲۷ | نیکو هولکنبرگ       | هاس-فراری          | ۱:۱۱٫۸۷۶         | ۱:۱۱٫۴۴۰         | —                | ۱۹۱       |
| م                   | ۲۰ | کوین مگنوسن         | هاس-فراری          | ۱:۱۱٫۸۳۲         | ۱:۱۱٫۷۲۵         | —                | ۲۰۱       |
| زمان ۱۰۷٪: ۱:۱۶٬۴۹۶ |    |                     |                    |                  |                  |                  |           |
| منابع:              |    |                     |                    |                  |                  |                  |           |

نکته
- ^  – کوین مگنوسن و نیکو هولکنبرگ با اینکه در اول دوازدهم و پانزدهم رده‌بندی شده بودند، ولی به‌دلیل غیرقانونی بودن سامانه کاهش پسار آنها، از مسابقه محروم شدند؛ ولی با اجازه ناظران مسابقه، به‌آنها اجازه مسابقه داده شد.

## مسابقه
مسابقه در ۲۶ مه ۲۰۲۴، در ساعت ۱۵:۳۰ به‌وقت محلی (یوتی‌سی ۲:۰۰+) برگزار شد.

### گزارش مسابقه
مسابقه در دور اول به‌دلیل تصادف سرجیو پرز، نیکو هولکنبرگ و کوین مگنوسن، با پرچم قرمز رو به‌رو شد؛ زیرا مسیر بسته شده بود، خرده خودروها روی مسیر بود و کناره مسیر آسیب دیده بود. همچنین، بعد از اینکه خودروهای آلپین از پیچ پورتیر رد شدند، با هم برخورد کردند. بعد از پرچم قرمز، استابان اوکون به‌دلیل صدمه برخورد از مسابقه کنار کشید و بعداً تقصیر را به‌عهده گرفت. او همچنین ۵ رده برای مسابقه بعدی که  جریمه شد. خودروی فراری کارلوس ساینز هم به‌دلیل برخورد با اسکار پیاستری صدمه دید و چند رده از دست داد، ولی به‌دلیل شروع دوباره مسابقه با رتبه‌های اصلی، پس از تعمیر خودرویش با رتبه اولیه مسابقه را دوباره شروع کرد.
لکلرک پس از شروع مجدد خود را در صدر نگه‌داشت تا به اولین بردش پس از جایزه بزرگ اتریش ۲۰۲۲ برسد.

### قرارگیری مسابقه
| ر.                                                      | ش. | راننده              | تیم                | تعداد دور | زمان        | شروع | امتیاز |
| ------------------------------------------------------- | -- | ------------------- | ------------------ | --------- | ----------- | ---- | ------ |
| ۱                                                       | ۱۶ | شارل لکلرک          | فراری              | ۷۸        | ۲:۲۳:۱۵٫۵۵۴ | ۱    | ۲۵     |
| ۲                                                       | ۸۱ | اسکار پیاستری       | مک‌لارن-مرسدس       | ۷۸        | +۷٫۱۵۲      | ۲    | ۱۸     |
| ۳                                                       | ۵۵ | کارلوس ساینز جونیور | فراری              | ۷۸        | +۷٫۵۸۵      | ۳    | ۱۵     |
| ۴                                                       | ۴  | لاندو نوریس         | مک‌لارن-مرسدس       | ۷۸        | +۸٫۶۵۰      | ۴    | ۱۲     |
| ۵                                                       | ۶۳ | جورج راسل           | مرسدس              | ۷۸        | +۱۳٫۳۰۹     | ۵    | ۱۰     |
| ۶                                                       | ۱  | ماکس فرستاپن        | ردبول ریسینگ-هوندا | ۷۸        | +۱۳٫۸۵۳     | ۶    | ۸      |
| ۷                                                       | ۴۴ | لوییس همیلتون       | مرسدس              | ۷۸        | +۱۴٫۹۰۸     | ۷    | ۷۱     |
| ۸                                                       | ۲۲ | یوکی سونودا         | آربی-هوندا         | ۷۷        | +۱ دور      | ۸    | ۴      |
| ۹                                                       | ۲۳ | الکساندر آلبون      | ویلیامز-مرسدس      | ۷۷        | +۱ دور      | ۹    | ۲      |
| ۱۰                                                      | ۱۰ | پیر گاسلی           | آلپین-رنو          | ۷۷        | +۱ دور      | ۱۰   | ۱      |
| ۱۱                                                      | ۱۴ | فرناندو آلونسو      | استون مارتین-مرسدس | ۷۶        | +۲ دور      | ۱۴   |        |
| ۱۲                                                      | ۳  | دنیل ریکاردو        | آربی-هوندا         | ۷۶        | +۲ دور      | ۱۲   |        |
| ۱۳                                                      | ۷۷ | والتری بوتاس        | کیک سائوبر-فراری   | ۷۶        | +۲ دور      | ۱۷   |        |
| ۱۴                                                      | ۱۸ | لانس استرول         | استون مارتین-مرسدس | ۷۶        | +۲ دور      | ۱۳   |        |
| ۱۵                                                      | ۲  | لوگان سارجنت        | ویلیامز-مرسدس      | ۷۶        | +۲ دور      | ۱۵   |        |
| ۱۶                                                      | ۲۴ | گوانیو ژو           | کیک سائوبر-فراری   | ۷۶        | +۲ دور      | ۱۸   |        |
| ب                                                       | ۳۱ | استابان اوکون       | آلپین-رنو          | ۰         | آسیب برخورد | ۱۱   |        |
| ب                                                       | ۱۱ | سرجیو پرز           | ردبول ریسینگ-هوندا | ۰         | برخورد      | ۱۶   |        |
| ب                                                       | ۲۷ | نیکو هولکنبرگ       | هاس-فراری          | ۰         | برخورد      | ۱۹   |        |
| ب                                                       | ۲۰ | کوین مگنوسن         | هاس-فراری          | ۰         | برخورد      | ۲۰   |        |
| سریع‌ترین دور: لوییس همیلتون (مرسدس) – ۱:۱۴٫۱۶۵ (دور ۶۳) |    |                     |                    |           |             |      |        |
| منابع:                                                  |    |                     |                    |           |             |      |        |

نکات
- ^  – شامل ۱ امتیازی که برای سریع‌ترین دور اعطا می‌شود.[۱۶]